# Олександрівська сільська рада (Новотроїцький район)
Олекса́ндрівська сільська́ ра́да — адміністративно-територіальна одиниця та орган місцевого самоврядування в Новотроїцькому районі Херсонської області. Адміністративний центр — село Олександрівка.

## Загальні відомості
Олександрівська сільська рада утворена в березні 1980 року.
- Територія ради: 60,576 км²
- Населення ради: 1 426 осіб (станом на 2001 рік)

## Населені пункти
Сільській раді підпорядковані населені пункти:
- с. Олександрівка
- с. Калинівка

## Склад ради
Рада складається з 16 депутатів та голови.
- Голова ради: Шульга Віктор Миколайович
- Секретар ради: Носальська Любов Олексіївна

### Керівний склад попередніх скликань
| Прізвище, ім'я, по батькові | Основні відомості                                                               | Дата обрання | Дата звільнення |
| --------------------------- | ------------------------------------------------------------------------------- | ------------ | --------------- |
| Шульга Віктор Миколайович   | Сільський голова, 1964 року народження, освіта середня спеціальна, безпартійний | 26.03.2006   | 31.10.2010      |
| Шульга Віктор Миколайович   | Сільський голова, 1964 року народження, освіта середня спеціальна, безпартійний | 31.10.2010   |                 |

Примітка: таблиця складена за даними сайту Верховної Ради України

### Депутати
За результатами місцевих виборів 2010 року депутатами ради стали:

#### За суб'єктами висування
| Суб'єкт висування                                       | Кількість обраних депутатів | %    |
| ------------------------------------------------------- | --------------------------- | ---- |
| Партія регіонів                                         | 11                          | 68,8 |
| Комуністична партія України                             | 3                           | 18,8 |
| Партія «Демократичний Союз»                             | 1                           | 6,3  |
| Політична партія Всеукраїнське об'єднання «Батьківщина» | 1                           | 6,3  |

#### За округами
| № округу                                                | Прізвище, ім'я, по батькові        | Дата визнання обраним | Освіта  | Партійна приналежність                        | Відомості про обраного депутата                                                        |
| ------------------------------------------------------- | ---------------------------------- | --------------------- | ------- | --------------------------------------------- | -------------------------------------------------------------------------------------- |
| Комуністична партія України                             |                                    |                       |         |                                               |                                                                                        |
| 13                                                      | Осояну Валерій Степанович          | 02.11.2010            | середня | член Комуністичної партії України             | Новотроїцький районний відділ освіти, кочегар                                          |
| 14                                                      | Шевченко Анатолій Григорович       | 02.11.2010            | середня | член Комуністичної партії України             | пенсіонер                                                                              |
| 15                                                      | Матюнка Любов Володимирівна        | 02.11.2010            | середня | позапартійна                                  | Новотроїцька дільниця поштового зв'язку, листоноша                                     |
| Партія «Демократичний Союз»                             |                                    |                       |         |                                               |                                                                                        |
| 5                                                       | Носальська Любов Олексіївна        | 02.11.2010            | вища    | член Партії «Демократичний Союз»              | Олександрівська сільська рада, секретар                                                |
| Партія регіонів                                         |                                    |                       |         |                                               |                                                                                        |
| 2                                                       | Капустіна Ірина Миколаївна         | 02.11.2010            | вища    | член Партії регіонів                          | Олександрівська загальноосвітня школа I-III ст., вчитель-організатор                   |
| 3                                                       | Колісниченко Алла Володимирівна    | 02.11.2010            | вища    | позапартійна                                  | Олександрівська загальноосвітня школа I-III ст., вчитель початкових класів             |
| 4                                                       | Корман Валентин Йосипович          | 02.11.2010            | вища    | позапартійний                                 | приватний підприємець                                                                  |
| 6                                                       | Жукова Світлана Леонтіївна         | 02.11.2010            | середня | позапартійна                                  | Олександрівська сільська рада, спеціаліст із земельних питань                          |
| 7                                                       | Жукова Ольга Денисівна             | 02.11.2010            | вища    | член Партії регіонів                          | Олександрівська загальноосвітня школа I-III ст., вчитель російської мови та літератури |
| 8                                                       | Добровольська Наталя Володимирівна | 02.11.2010            | середня | член Партії регіонів                          | Олександрівська загальноосвітня школа I-III ст., технічний працівник                   |
| 9                                                       | Попков Михайло Анатолійович        | 02.11.2010            | вища    | член Партії регіонів                          | тимчасово не працює                                                                    |
| 10                                                      | Аронов Володимир Григорович        | 02.11.2010            | середня | член Партії регіонів                          | Олександрівська загальноосвітня школа I-III ст., охоронець                             |
| 11                                                      | Мартинова Зінаїда Олександрівна    | 02.11.2010            | вища    | член Партії регіонів                          | Дочірнє підприємство «АльфаФарс», бухгалтер                                            |
| 12                                                      | Афанасьєв Володимир Васильович     | 02.11.2010            | середня | член Партії регіонів                          | Олександрівська загальноосвітня школа I-III ст., вчитель                               |
| 16                                                      | Скурт Наталя Степанівна            | 02.11.2010            | середня | член Партії регіонів                          | Олександрівська сільська рада, головний бухгалтер                                      |
| Політична партія Всеукраїнське об'єднання «Батьківщина» |                                    |                       |         |                                               |                                                                                        |
| 1                                                       | Гресь Людмила Миколаївна           | 02.11.2010            | вища    | член Всеукраїнського об'єднання «Батьківщина» | тимчасово не працює                                                                    |